# Westhoferhöhe
Westhoferhöhe ist eine Ortschaft in Hückeswagen im Oberbergischen Kreis im Regierungsbezirk Köln in Nordrhein-Westfalen (Deutschland).

## Lage und Verkehrsanbindung
Westhoferhöhe liegt im westlichen Hückeswagen nahe Scheideweg. Weitere Nachbarorte sind Westhofen, Schneppenthal, Heidt, Grünenthal, Altenhof, Kleinenscheidt, Großenscheidt und Kammerforsterhöhe. Die Ortschaft liegt an der Kreisstraße K5 auf der höchsten Erhebung der Umgebung.  

## Wander- und Radwege
Folgende Wanderwege führen durch den Ort:
- Die Wanderwege Wasserquintett und Bergischer Panoramasteig tangieren den Ort südwestlich.